# Na Casa de Deus
Na Casa de Deus é o quinto trabalho musical da cantora Eyshila, lançado em 2003 pela gravadora MK Music.
Diferente de seus últimos álbuns, sete músicas do disco foram captadas ao vivo na igreja Assembleia de Deus da Penha, RJ, incluindo a canção "Posso Clamar", que se consagrou como um dos maiores sucessos de sua carreira. Além desta, as músicas "Na Casa de Deus" e "Senhor, Eu Te Amo" também ganharam videoclipes.
Tornou-se o primeiro álbum da artista a ser certificado como Disco de Ouro pela ABPD, indicando que a obra comercializou mais de 100 mil cópias em todo o país.
Em 2015 foi considerado, por vários historiadores, músicos e jornalistas, como o 93º maior álbum da música cristã brasileira, em uma publicação.

## Faixas
1. Poder
2. Posso Clamar
3. Na Casa de Deus
4. Salmo 1
5. Vou Glorificar
6. Derrama Sobre Mim
7. Senhor, Eu Te Amo
8. Viva Esperança
9. Seja Bem-Vindo
10. Diante do Altar
11. A Sós com Deus
12. Louvemos ao Senhor

## Ficha Técnica
- Gravado no MK Studio na primavera de 2002
- Produção executiva: MK Publicitá
- Gravação ao vivo: Carlson Barros e Marcelo de Oliveira
- Técnicos de gravação: Carlson Barros, Edinho e Sérgio Rocha
- Mixagem: Carlson Barros
- Masterização: Toney Fontes
- Vocal: Liz Lanne, Jozyanne, Betânia Lima, Lilian Azevedo, Marquinhos Menezes, Marlon Saint e Robson Olicar.
- Produção vocal: Marquinhos Menezes
- Fotos na Catedral Metodista do Catete - RJ, por Sérgio Menezes
- Criação de capa: MK Publicitá

Músicas 3, 5, 8, 9 e 11:
- Produção musical: Kleber Lucas
- Arranjos e teclados: Woody
- Guitarra e violão: André Andrade
- Violão em "Viva Esperança": Sérgio Knust
- Baixo: Estevão
- Bateria: Pingo
- Sax: Ângelo Torres

Músicas 2, 7 e 12:
- Produção musical, arranjos e teclados: Rogério Vieira
- Guitarra e violões: Sérgio Knust
- Baixo: Ronaldo Olicar
- Bateria: Bebeto Olicar

Músicas 1, 4 e 6:
- Baixo: Marcus Salles
- Bateria: Valmir Bessa
- Trompetes: Dum-Dum e Oliveira
- Trombone: Bira
- Sax tenor: Sérgio Galvão

Música "Diante do Altar":
- Produção musical, teclados, bateria, loops e baixo: Wagner Carvalho
- Violão: Ringo
- Vocal: Dênis Goursand, Jill Viegas, Bruno Brito e Rafa Brito.

## Clipes
- Posso Clamar
- Na Casa de Deus
- Senhor, Eu Te Amo